# Euhalidaya genalis
Euhalidaya genalis là một loài ruồi trong họ Tachinidae.